# Rhodésie du Sud
Pour les articles homonymes, voir Rhodésie.
1923 – 11 novembre 1965
1979–1980
Entités précédentes :
- Administration de la Rhodésie par la British South Africa Company
1890-1923
- Zimbabwe-Rhodésie
1979

Entités suivantes :
- Rhodésie
 1965-1979
- Zimbabwe
1980-

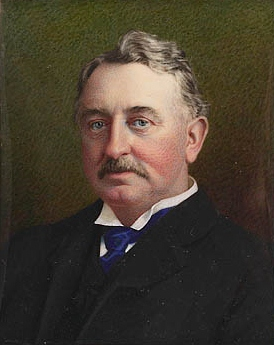
Cecil Rhodes (1853-1902).

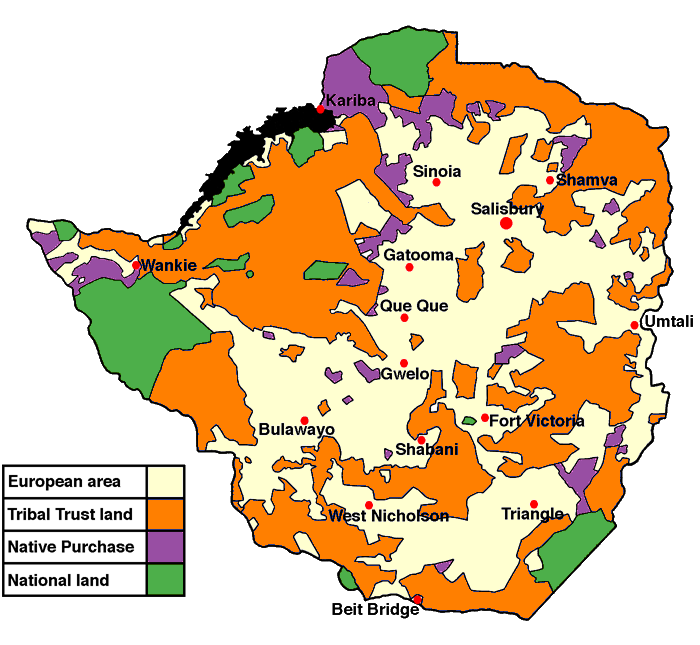
Répartition géographique de la Rhodésie par groupe de population, distinguant les zones européennes, les zones tribales, les terres indigènes et les parcs nationaux (1965).

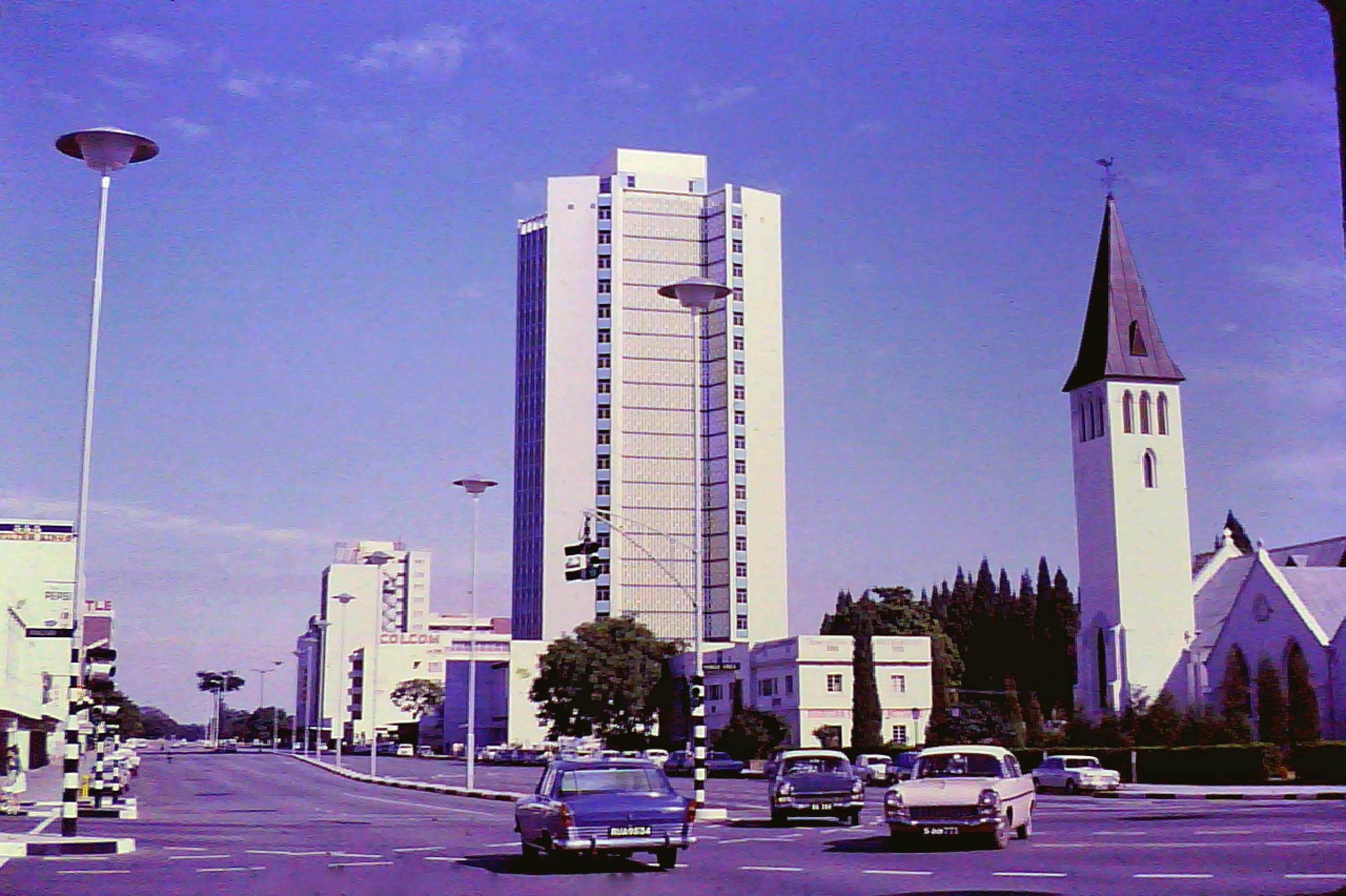
L'avenue Jameson à Salisbury dans les années 1970.

La Rhodésie du Sud, en forme longue colonie de Rhodésie du Sud (en anglais Southern Rhodesia), était une colonie autonome britannique, sans accès à la mer, située en Afrique australe, entourée par le protectorat britannique du Bechuanaland (actuel Botswana), par la Rhodésie du Nord (actuelle Zambie), par le Mozambique et par l'Afrique du Sud.
La capitale était Salisbury (actuelle Harare), la langue officielle était l'anglais et la monnaie locale était la livre de Rhodésie du Sud, remplacée par le dollar rhodésien, après l'indépendance unilatérale de la Rhodésie en novembre 1965. Sa population était très majoritairement noire (90-95 %), bien que le gouvernement de la colonie ait toujours été dominé par la minorité blanche d'origine britannique ou sud-africaine (5-10 % de la population totale).
Appelé officiellement Rhodésie du Sud en 1895 avant de devenir une colonie britannique en 1923, le territoire fut intégré dans la fédération de Rhodésie et du Nyassaland (1953-1964).
Après la proclamation de l'indépendance de la Rhodésie du Nord sous le nom de Zambie (1964), les dirigeants blancs du Front rhodésien, qui gouvernent la Rhodésie du Sud, proclament le 11 novembre 1965 la déclaration unilatérale d'indépendance de la Rhodésie. Ils rompent leurs derniers liens avec le Royaume-Uni et la Monarchie britannique en 1970 quand le pays, à la suite d'un référendum, change de statut politique et prend le nom officiel de république de Rhodésie.
En juin 1979, à la suite d'un règlement politique interne, un gouvernement à majorité noire est mis en place pour diriger le pays qui change de nom pour prendre celui de Zimbabwe-Rhodésie. En décembre 1979, à la suite de l'échec de ce gouvernement à pacifier le pays et à obtenir le soutien de la communauté internationale, le pays repasse sous tutelle britannique et reprend son statut colonial ainsi que son nom de Rhodésie du Sud.
Le 18 avril 1980, la dernière colonie britannique d'Afrique accède à l'indépendance sous le nom de Zimbabwe.

## Origine du nom
Quand les colons et salariés européens de la British South Africa Company (BSAC) s'établissent dans le bassin du Limpopo-Zambèze à partir de 1890, ces territoires sont alors connus sous les noms de Mashonaland, Matabeleland et Barotseland. Plusieurs noms sont proposés pour désigner ces territoires, notamment « Zambesia » (ou Zambézie en français), Charterland ou territoires de la BSAC. Le nom de Rhodésie (Rhodesia en anglais), utilisé à partir de 1892 par la plupart des premiers colons pour désigner les possessions de la BSAC en Afrique australe, est officialisé par la compagnie britannico-sud-africaine en mai 1895 et par le Royaume-Uni en 1898. Le nom rend hommage à Cecil Rhodes, homme d'affaires britannique, premier ministre de la colonie du Cap, fondateur et administrateur de la BSAC (le nom faillit être celui de Cecilia, en l’honneur de la marquise de Salisbury).
Plus particulièrement, les territoires jusque-là divisés en Zambézie du Nord et Zambézie du Sud en amont et en aval du fleuve Zambèze, sont baptisés Rhodésie du Nord (actuelle Zambie) en 1911 et Rhodésie du Sud en 1901.
En octobre 1964, au lendemain de l'indépendance de la Rhodésie du Nord sous le nom de Zambie, le gouvernement de Salisbury fait valoir auprès de la métropole britannique, qu'étant amputé de la Rhodésie du Nord, la terminologie géographique de Rhodésie du Sud est devenue obsolète. Une loi adoptant le nom de Rhodésie pour désigner la colonie britannique est alors adoptée par le parlement de Salisbury mais non validée par le gouvernement du Royaume-Uni lequel estime que la dénomination d'une colonie britannique est de la seule prérogative de Whitehall et non de la colonie elle-même. Néanmoins, les autorités de Salisbury n'utilisent dès lors plus que la dénomination Rhodésie dans tous ses actes officiels. Si la plupart des médias internationaux utilisent également dès lors la terminologie de Rhodésie pour parler de la Rhodésie du Sud, le gouvernement britannique continue à désigner le territoire sous ce dernier vocable, même après la déclaration unilatérale d'indépendance en 1965 et la proclamation de la République de Rhodésie en 1970.
En décembre 1979, quand le Zimbabwe-Rhodésie revient sous le giron du Royaume-Uni, la Rhodésie est de nouveau désigné officiellement comme Rhodésie du Sud par les autorités britanniques responsables du territoire.

## Histoire
- XVIe siècle : Les Portugais explorent l'actuel Zimbabwe.
- 1855 : Les chutes Victoria sont cartographiées par David Livingstone
- 1890 : Lobengula cède à la BSAC de Cecil Rhodes des territoires dans le Matabeleland.
  - 12 septembre : Fondation de Salisbury par la Colonne des pionniers.
- 1893 : Bataille de la Shangani
- 1895 : Administration par la BSAC du territoire de Zambézie rebaptisé Rhodésie. Division administrative entre les territoires du nord du fleuve Zambèze baptisés Rhodésie du nord et ceux au sud, baptisés Rhodésie du sud.
- 1896 : Révolte des Ndebeles, puis des Shonas.
- 1902 : Mort de Cecil Rhodes, enterré près de Bulawayo
- 1923 : Fin de l'administration de la BSAC. La Rhodésie du sud devient une colonie britannique autonome alors que Londres conserve la mainmise sur l'administration de la Rhodésie du nord et le Nyassaland.
- 1933 : Godfrey Huggins, 1er ministre de Rhodésie du sud
- 1953-1964 : La Rhodésie du Sud intègre la Fédération de Rhodésie et du Nyassaland au côté de la Rhodésie du nord et du Nyassaland. Le territoire de Rhodésie du Sud conserve son gouvernement responsable.
- 1964 : Indépendances de la Rhodésie du nord et du Nyassaland. La Rhodésie du Sud demeure la seule Rhodésie.
- 1965 : Déclaration unilatérale d'indépendance de la Rhodésie du sud par le Gouvernement du Front rhodésien dirigé par Ian Smith.
- 1966 : Début de la guérilla noire, divisée en deux mouvements, ZAPU (Ndebeles) et ZANU (Shonas)
- 1968 : Début de l'imposition de sanctions internationales obligatoires contre la Rhodésie
- 1970 : Proclamation de la République de Rhodésie
- 1972 : Échec du plan anglo-rhodésien et début de la guerre du Bush.
- janvier 1973 : fermeture par la Rhodésie de sa frontière avec la Zambie, finalement rouverte un mois plus tard.
- 11 décembre 1974 : Sous la pression du premier ministre sud-africain John Vorster, le premier ministre rhodésien Ian Smith annonce la libération de tous les prisonniers politiques emprisonnés pendant 10 ans au camp de restriction de Gonakudzingwa à la frontière entre la Rhodésie du Sud et le Mozambique, assuré selon lui de la fin des actes de terrorisme en Rhodésie et de l'organisation prochaine d’une conférence constitutionnelle avec des chefs nationalistes noirs modérés, mais les libérations de prisonniers furent assez rapidement ajournées en raison de nombreuses violations du cessez-le-feu.
- 1975 :
  - 18 mars : Assassinat à Lusaka en Zambie du chef de la ZANU Herbert Chitepo, dans un attentat à la voiture piégée.
  - 25 août : Conférence des Chutes Victoria dans un wagon sud-africain entre le gouvernement rhodésien et les partis nationalistes noirs regroupés dans l'UANC d'Abel Muzorewa, organisée sous les auspices de John Vorster et de Kenneth Kaunda, le président de la Zambie.
- 1976 :
  - septembre : Ralliement de Ian Smith au principe du gouvernement dirigé par la majorité noire, sous la pression de John Vorster et du secrétaire d'État américain Henry Kissinger.
  - octobre à décembre : Conférence de Genève entre le gouvernement de Ian Smith et des représentants des nationalistes africains.
- 1977 :
  - mars : la chambre des représentants annule l’amendement Byrd et rétablit l’embargo sur le chrome et le nickel sud-rhodésien.
  - mai : Rencontre à Vienne (Autriche) entre John Vorster et le vice-président américain Walter Mondale qui aboutit à une impasse.
  - septembre : sans consulter son cabinet, Ian Smith se rend à Lusaka en Zambie pour rencontrer Kenneth Kaunda et tenter de l'amener à le soutenir dans sa démarche de règlement interne. C'est un échec.
  - 13 septembre : Abel Muzorewa et le révérend Sitholé prennent un vol via Johannesburg en Afrique du Sud pour rencontrer Hastings Kamuzu Banda, le président du Malawi, (seul pays africain à avoir établi des relations diplomatiques avec le régime d'apartheid en Afrique du Sud), avec l'objectif d'obtenir l'appui de ce dernier dans le but de contrer le soutien accordés par les Frontline States (Botswana, Tanzanie, Zambie, Angola et Mozambique) aux dirigeants du Front Patriotique, Joshua Nkomo et Robert Mugabe[4].
  - octobre : une proposition conjointe anglo-américaine de règlement négocié, passablement compliqué, est rejetée par toutes les parties au conflit
  - 24 novembre : lors d’une réunion publique à Bulawayo, Ian Smith annonce son ralliement au principe du « one man, one vote ».
- 1978 :
  - février : échec des négociations tentées à Malte par David Owen, le secrétaire britannique au Foreign Office, Cyrus Vance, le secrétaire d’état américain, et Andrew Young, l'ambassadeur américain aux Nations unies qui avaient tenté de convaincre les leaders du Front patriotique, Joshua Nkomo et Robert Mugabe d’accepter le plan anglo-américain de règlement négocié.
  - mars : Accords internes entre le gouvernement rhodésien et les mouvements nationalistes noirs modérés pour la mise en place d'une nouvelle assemblée et d'un gouvernement multiracial.
  - septembre : Un avion civil d'Air Rhodesia est abattu par la guérilla.
  - octobre : Ian Smith se rend aux États-Unis à l'invitation de 27 sénateurs conservateurs ; la tournée de Smith fut plutôt fructueuse. S’il ne rencontra officiellement aucun membre de l’administration en place, ses entretiens avec d’importantes personnalités républicaines, Ronald Reagan, l'ancien président Gerald Ford, l'ancien vice-président Nelson Rockefeller, l’ancien secrétaire d’état Henry Kissinger et l’ancien gouverneur démocrate du Texas puis secrétaire républicain au Trésor, John Connally furent considérés comme une reconnaissance de facto de son gouvernement.
- 1979 :
  - février : Second avion d'Air Rhodesia abattu par la guérilla.
  - avril : Premières élections multiraciales remportées par l'UANC de Muzorewa
  - juin : Abel Muzorewa devient premier ministre de la république de Zimbabwe-Rhodésie.
  - septembre : début des négociations tripartites entre Londres, Salisbury et le Front patriotique de Robert Mugabe et Joshua Nkomo.
  - 12 décembre : La Rhodésie du Sud redevient une colonie du Royaume-Uni.
  - 21 décembre : Accords de Lancaster House préparant l'indépendance du Zimbabwe.
- 1980 :
  - février - mars : Victoire aux élections de la ZANU de l'ancien chef de guérilla marxiste, Robert Mugabe.
  - 18 avril 1980 : Indépendance du Zimbabwe

## Bibliographie et sources

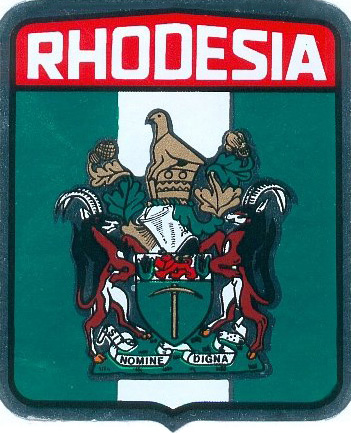
Blason de Rhodésie (1968-1979).

## Jours fériés
- Vendredi Saint
- Lundi de Pâques
- Jour de l'An
- Whit Monday - 1er lundi de juin
- Rhodes Day - 1er lundi de juillet
- Founders Day - 1er mardi de juillet
- Pioneer Day - 12 septembre
- Republic Day - 24 octobre
- Independence Day - 11 novembre
- Noël - 25 décembre
- Boxing Day - 26 décembre